# Fiore dei Liberi

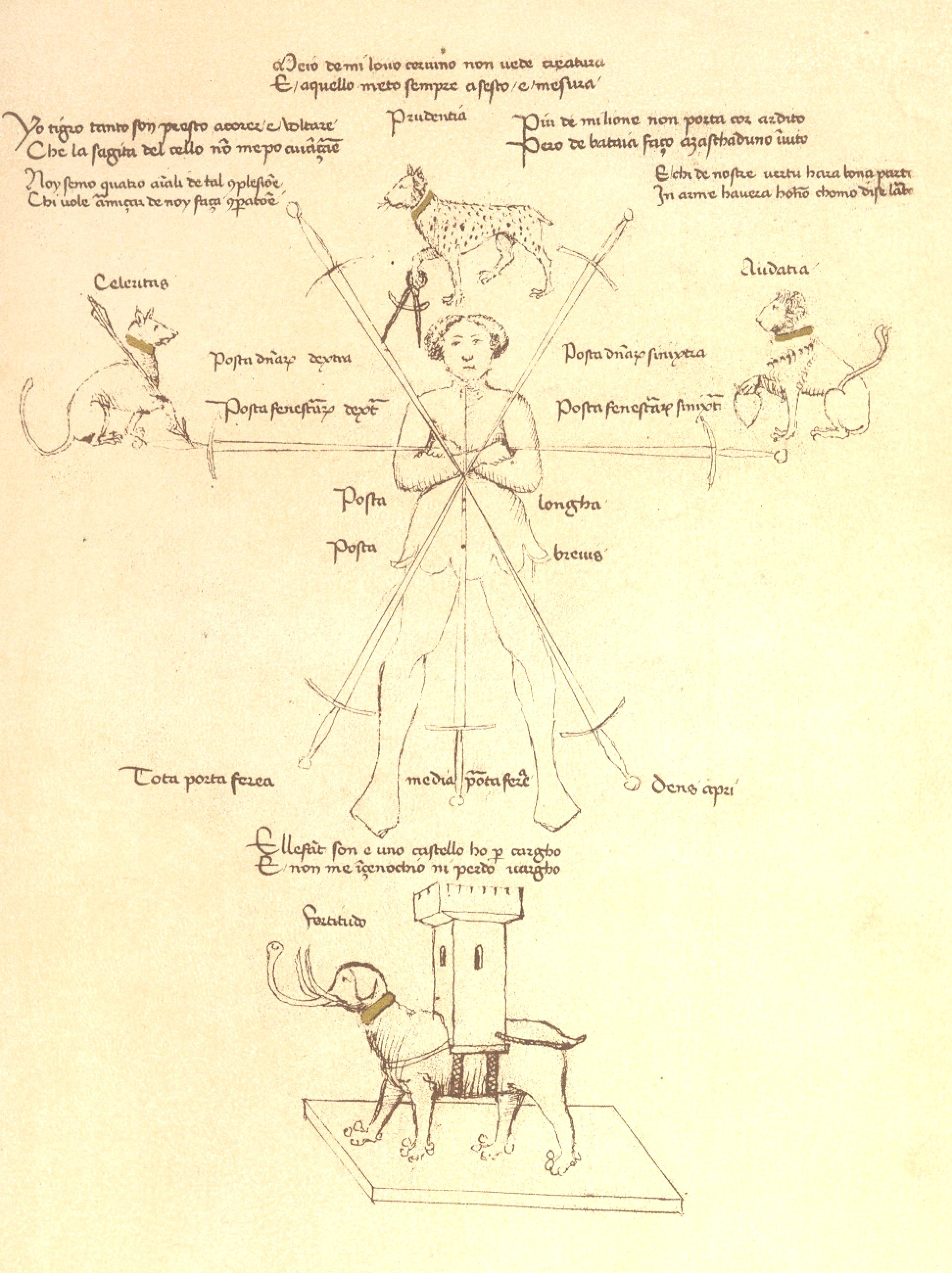
Il diagramma delle sette spade dal facsmile Pisani (fol. 17A). I quattro animali simboleggiano la prudenza (lince), la rapidità (tigre), l'audacia (leone) e la fortezza (elefante). Cfr. anche i cinque animali del Wuxingquan cinese.

Fiore dei Liberi, conosciuto anche come Fiore de' Liberi da Premariacco (Premariacco o Cividale, 1350 circa – 1420 circa), è stato un maestro di scherma e schermidore italiano, autore, sull'argomento, di un celebre trattato noto come Flos Duellatorum, fondamentale trattato della scuola di scherma italiana. È infatti considerato uno dei più grandi maestri di scherma in Italia e in Europa.

## Biografia
Fiore dei Liberi nacque a Premariacco o nella vicina Cividale, allora facente parte della Gastaldia di Cividale, Patriarcato di Aquileia, compreso nel Sacro Romano Impero Germanico.
Le prime notizie certe su di lui risalgono al 1384 e quello che sappiamo lo si legge dalle pagine del trattato da lui composto. Nell'introduzione al manoscritto egli afferma infatti di avere alle spalle, alla data di pubblicazione, 40 anni di studio dell'arte della spada. Uno studio - afferma anche - iniziato in giovane età. Due notizie, queste, che consentono di collocarne la data di nascita intorno al 1350. La data di morte è anch'essa frutto di una stima grossolana, non esistendo su di lui notizie certe posteriori alla pubblicazione del manuale.

### L'attività magistrale
Fu un rinomato Magistro di Scrima (scherma tradizionale), una figura non atipica in quel periodo storico. Possiamo descrivere l'ambiente dove egli è cresciuto ricordando che già nel Duecento in quelle terre erano registrati nomi di altri Magistri d'Arme: in un atto notarile datato 31 luglio 1259 appare Magistro Goffedro scharmitor (schermidore); nel 1295 in un altro documento di Cividale è presente Magistro Arnoldo scharmitor, Magister Bitinellus scarmitor de Civitate in un atto del 16 marzo 1341, Magistro Domenico triestino domicilato a Cividale in un atto del 20 ottobre 1344; infine, nel 1363, i documenti parlano del Magistro Franceschino del fu Geto di Rodolfo da Lucca scarmitore residente anch'egli a Cividale.
Il Fiore quindi non fu ne il primo né l'unico Mastro di Scrima in quelle terre e del resto egli stesso afferma: «...de tuto quello che noy avemo vecudo de multi magistri e scholari e armecaduri e duchi principi marchesi conti chavalieri e schuderi e de altri innumerabilli homeni de diversse provincie e anchora cosse trovade da noy...». Menziona fra i suoi maestri Giovanni detto Suveno, un allievo di Nicolò da Metz.
È considerato il primo maestro della scuola italiana di scherma, anche se come già detto, in vari atti pubblici sono citati altri maestri, di cui non ci è pervenuto alcun manoscritto.
La sua fama come Mastro d'Arme lo portò in diverse corti nobiliari: Mantova, Padova, Pavia, Ferrara.
Di Mastro Fiore dei Liberi conosciamo il nome di alcuni allievi: oltre a Niccolo III e il Marchese d'Este suo predecessore, anche i cavalieri Pietro del Verde, Galeazzo delli Capitani di Grumello Mantovano, Lancillotto di Beccaria di Pavia, Giovanni de Baio di Milano, Uguccione De Contrari e Anzo de Castelbarco legato alla famiglia dei Castelbarco la cui storia si annoda in parte alle vicende del castello di Avio e a quelle degli Scaligeri.

## IlFlos duellatorum
Proprio nella città estense, nel 1409, per desiderio del marchese Niccolò III d'Este, compose il trattato di scherma Flos Duellatorum. Si tratta di uno dei primi e più famosi manuali del genere nel quale egli insegna l'arte della lotta a mani nude, la lotta con la daga, la scherma con la spada, con la spada a due mani, con il bastone, con l'azza, con la lancia e a cavallo.
Il suo trattato conobbe già all'epoca un'enorme diffusione, tale da influenzare ogni maestro italiano che venne dopo di lui e i numerosissimi maestri d'arme stranieri che in Italia vedevano l'ambiente migliore per la loro formazione. Ancor oggi è diffuso e studiato da numerose scuole di scherma antica in tutto il mondo.
Ai giorni nostri sono pervenute solo tre copie parziali dell'originale manoscritto, due più antiche conservate negli Stati Uniti d'America (collezione Morgan e collezione Getty) e una terza, più tarda ma con più pagine, conservata in Italia 
(collezione Pisani-Dossi), sopravvissuta solo in facsimile, essendo andata perduta agli inizi del XX secolo.

### Sette Spade
L'immagine più nota del Flos Duellatorum è il diagramma delle sette spade all'inizio della sezione sulla spada longa (fol. 17A), reminiscenza della prima immagine del Codice Wallerstein. È la figura di un uomo, divisa da sette spade centrate sul corpo, che rappresentano i sette colpi: 2 Fendenti (uno mandritto e uno reverso), 2 Mezzani (uno mandritto e uno reverso), 2 Sottani (uno mandritto e uno reverso) e 1 Punta.
L'uomo è circondato da quattro animali, che simboleggiano le principali virtù di uno schermidore:
- in alto, la lince che regge un sestante rappresenta la prudentia:
Meio de mi'louo ceruino non uede creatura / E aquello meto sempre a sesto e mesura.
"Nessun'altra creatura vede meglio di me, la lince / E con quello sempre calcolo con sestante e misura."
- a sinistra, la tigre con una freccia rappresenta la celeritas
Yo tigro tanto son presto a corer e uoltare / Che la sagita del cello non me po auancare.
"Io sono la tigre, tanto veloce a correre e a girare / Che la freccia del cielo (fulmine) non mi può raggiungere."
- a destra, il leone che regge un cuore rappresenta l'audatia
Piu de mi lione non porta cor ardito / Pero de bataia faço a zaschaduno inuito 
"Nessuno ha un cuore più ardito di me, il leone / Perciò sfido chiunque in battaglia."
- in fondo, l'elefante, che porta una torre, rappresenta la fortitudo:
Ellefant son e uno castello ho per cargho / E non me inçenochio ni perdo uargho.
"Io sono l'elefante e ho un castello per fardello / E non mi inginocchio mai né perdo il mio posto."

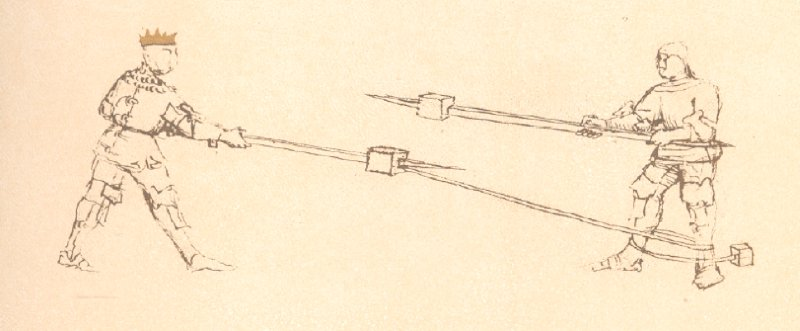
Immagine finale del facsmile Pisani (armi d'asta, fol. 36A)

## L'arte della guerra
Fiore dei Liberi ha sempre vissuto di ciò che gravita intorno al mondo della guerra: a metà dell'anno 1383 è sul campo a combattere tra le file delle milizie comunali udinesi contro le truppe del pontefice. Fino al 1384 è occupato in qualità di esaminatore e conservatore delle balestre e degli altri ordigni atti a saettare, esistenti nella camera dei Comuni.
Lo storico friulano Liruti ci fa sapere che Mastro Fiore oltre alle battaglie campali e alle scaramucce cittadine: «(…) sostenne in riputazione la sua arte cinque volte contro alcuni maestri di scherma, che per invidia gli fecero disfide (…) e che egli in tal guisa perfetto in quest'arte, che da molti principi e cavalieri fu ricercato per maestro, e seppe tanto bene gli ammaestramenti con segretezza e, come dice egli occultamente, con particolari sue invenzioni e colpi segreti, che i medesimi negli incontri non rimanessero mai perditori, anzi sempre con onorate vittorie.»
Molti uomini in quel periodo si guadagnavano da vivere professando l'Arte della guerra e gli studenti di Fiore dei Liberi erano uomini d'arme valenti e audaci. Valga per tutti quanto si trova scritto di Galeazzo di Grumello “virtuosus atque fortissimus miles singularis”.
Militi quindi spesso impegnati in battaglia o a sostener tenzoni e duelli: sappiamo ad esempio di quello sostenuto a Padova da Galeazzo contro un francese che lo aveva sfidato e per il quale raccolse l'esortazione di Antonio Loschi, segretario di Giangaleazzo da Milano, a tutelare l'onore del nome italiano, ma a risparmiare la vita all'avversario.